# Eric Clapton (álbum)
Eric Clapton é o álbum epónimo de estreia solo de Eric Clapton. Foi lançado em Julho de 1970.

## Faixas - Edição original de 1970

### Lado A
1. "Slunky" (Delaney Bramlett/Eric Clapton) - 3:35
2. "Bad Boy" (Delaney Bramlett/Eric Clapton) - 3:35
3. "Lonesome and a Long Way from Home" (Delaney Bramlett, Bonnie Bramlett/Leon Russell) - 3:31
4. "After Midnight" (J. J. Cale) - 2:53
5. "Easy Now" (Eric Clapton) - 2:58
6. "Blues Power" (Eric Clapton/Leon Russell) - 3:11

### Lado B
1. "Bottle of Red Wine" (Delaney Bramlett, Bonnie Bramlett/Eric Clapton) - 3:08
2. "Lovin' You Lovin' Me" (Delaney Bramlett/Eric Clapton) - 3:21
3. "I've Told You For the Last Time" (Bonnie Bramlett/Steve Cropper) - 2:32
4. "Don't Know Why" (Delaney Bramlett, Bonnie Bramlett/Eric Clapton) - 3:12
5. "Let It Rain" (Delaney Bramlett/Eric Clapton) - 5:04

## Recepção e crítica
| Críticas profissionais | Críticas profissionais |
| Avaliações da crítica  | Avaliações da crítica  |
| Fonte                  | Avaliação              |
| ---------------------- | ---------------------- |
| Allmusic               | [ 2 ]                  |
| Robert Christgau       | (B)                    |

Stephen Thomas Erlewine, crítico do Allmusic.com, afirmou: "Ainda há elementos de blues e rock, mas estão embaixo de camadas de gospel, R&B, country, e pop. E o elemento pop deste álbum é o mais forte, dentre os vários elementos".
O álbum alcançou o 13º lugar na Billboard 200 Albums. A música "After Midnight" chegou ao 18º lugar da Billboard Hot 100.